# 吉本政美
吉本 政美（よしもと まさみ、1948年 - 1999年3月30日）は、宮崎県西臼杵郡高千穂町出身の剣道家（教士八段）。高校剣道界屈指の名監督。

## 経歴
1948年（昭和23年）、宮崎県西臼杵郡高千穂町に生まれる。宮崎県立高千穂高等学校から中京大学へと進学。1971年（昭和46年）に同大学を卒業し、母校高千穂高校に赴任。同時に剣道部監督となる。当時の高千穂高校剣道部は男女ともに県内でも下位に低迷していたが、監督歴三年目の1974年（昭和49年）に男女ともに県優勝するまでになる。
1978年（昭和53年）にはインターハイで男子は三位、女子はベスト8、同年の玉竜旗では男子が二位、女子が三位に入賞。これ以降、高千穂高校剣道部は全国上位常連校の一角を占める。1979年（昭和54年）の玉竜旗は女子が初優勝。1986年（昭和61年）のインターハイでは男女アベック優勝。1987年（昭和62年）、1988年（昭和63年）、1991年（平成3年）の玉竜旗は男子が連覇を含む三度の優勝。
剣道部専用のバスを購入し、宮崎を離れ県外への遠征を繰り返すなど、当時の高校剣道界では考えられないことに挑み続ける。また、「人間づくりはベルトコンベアに載った商品のように流れ作業的にはできない。手作りでなければならない。それには学校だけの生徒とのつきあいだけでは時間が足りない」との考えのもと、部員を自宅に住まわせる。常に一人の人間として部員と向き合うことも忘れなかった氏の姿は、高校剣道界に多くの影響を与え続ける。
1995年（平成7年）に高千穂高校を離れ、宮崎県体育協会に赴任。1996年（平成8年）に八段へ昇段。1999年（平成11年）3月30日、膵臓癌のため死去。